# Kalāteh-ye Tolakī
Kalāteh-ye Tolakī är en ort i Iran.   Den ligger i provinsen Khorasan, i den nordöstra delen av landet, 700 km öster om huvudstaden Teheran. Kalāteh-ye Tolakī ligger 1 089 meter över havet och antalet invånare är 112.
Terrängen runt Kalāteh-ye Tolakī är platt. Runt Kalāteh-ye Tolakī är det ganska tätbefolkat, med 185 invånare per kvadratkilometer. Närmaste större samhälle är Chenārān, 16,7 km väster om Kalāteh-ye Tolakī. Trakten runt Kalāteh-ye Tolakī består till största delen av jordbruksmark.